# Lukáš Krejčí
Lukáš Krejčí (* 28. července 1969 Praha) je bývalý československý a slovenský reprezentant v biatlonu a český trenér běhu na lyžích.

## Sportovní kariéra
Biatlonu se závodně věnoval od roku 1976. Na juniorském MS v biatlonu dosáhl 2., 4., a 19. místo. Ve světovém poháru v biatlonu debutoval v sezóně 1990/91. V roce 1992 byl členem ASVŠ Dukla Banská Bystrica. Po rozdělení Československa v Dukle – společně s dalšími Čechy Danielem Krčmářem, Pavlem Kotrabou a Pavlem Sládkem – zůstal. Všichni čtyři se slovenským občanstvím reprezentovali Slovensko na Mistrovství světa 1993 a zimních olympijských hrách 1994. Po olympiádě v Lillehammeru jim nebyla v Dukle prodloužena smlouva a vrátili se domů.

## Trenérská kariéra
Od roku 1994 je trenérem. V LK Slovanu Karlovy Vary trénoval žactvo, dorost a juniory, vedl sportovní centrum mládeže. Petru Novákovou od jejích devíti let provedl mládežnickým lyžováním až do reprezentačního áčka. Trénoval juniorskou reprezentaci a v květnu 2013 se stal trenérem znovu sestaveného reprezentačního družstva žen. S ženskou reprezentací se zúčastnil Zimních olympijských her 2014 v Soči. V dubnu 2015 byl Krejčí jmenován trenérem reprezentace mužů a Dukly Liberec. Petra Nováková trénovala nadále pod jeho vedením společně s mužskou reprezentací. V lednu 2017 Krejčí na funkci trenéra mužské reprezentace v běhu na lyžích rezignoval a nadále trénoval pouze Petru Novákovou s cílem vrátit jí na pozice do patnáctého místa, kterých dosahovala ve své nejúspěšnější sezóně 2015/16.